# Nati nel 1988/Febbraio
| Questa pagina contiene informazioni ricavate automaticamente dalle voci biografiche con l'ausilio del template Bio e di un bot. L'aggiornamento è periodico e automatico e ricostruisce completamente la pagina. Se manca una persona in questa lista, sei pregato di non aggiungerla, ma accertati piuttosto che la sua voce biografica contenga il template Bio e che i dati anagrafici siano correttamente compilati. Se il template Bio manca, inseriscilo tu stesso o, in alternativa, metti l'avviso {{tmp\|Bio}} che ne segnala la mancanza. Se i dati riportati sono sbagliati, correggi direttamente la voce biografica; le modifiche saranno visibili in questa lista entro pochi giorni. Per chiarimenti vedi il progetto biografie. La lista contiene solo le 543 persone che sono citate nell'enciclopedia e per le quali è stato implementato correttamente il template Bio. Pagina aggiornata al 18 ago 2025. |

- 1º febbraio - Marco Ammannato, cestista italiano
- 1º febbraio - Alliou Dembélé, calciatore francese
- 1º febbraio - Deng Zhiwei, lottatore cinese
- 1º febbraio - Katie Duncan, calciatrice neozelandese
- 1º febbraio - Fatimih Dávila, attrice uruguaiana († 2019)
- 1º febbraio - Kim Hellberg, allenatore di calcio e ex calciatore svedese
- 1º febbraio - Masahiro Higashide, attore e modello giapponese
- 1º febbraio - Benoît Jarrier, ex ciclista su strada francese
- 1º febbraio - Zoran Lesjak, calciatore croato
- 1º febbraio - Alima Ouattara, ex astista ivoriana
- 1º febbraio - Sadat Ouro-Akoriko, ex calciatore togolese
- 1º febbraio - Mari Paz Vilas, calciatrice spagnola
- 1º febbraio - Tiago Pinto, ex calciatore portoghese
- 1º febbraio - Giorgi Rekhviashvili, calciatore georgiano
- 1º febbraio - Ryu Han-su, lottatore sudcoreano
- 1º febbraio - Touria Samiri, ex mezzofondista e siepista italiana
- 1º febbraio - Andie Valentino, ex attrice pornografica statunitense
- 1º febbraio - Freek van der Wart, pattinatore di short track olandese
- 2 febbraio - Eliahu Asheri, israeliano († 2006)
- 2 febbraio - Camilla Borsotti, ex sciatrice alpina italiana
- 2 febbraio - Vasile Buhăescu, calciatore rumeno
- 2 febbraio - Mehdi Challandes, ex calciatore svizzero
- 2 febbraio - Cho Kyu-hyun, cantante e attore teatrale sudcoreano
- 2 febbraio - Radek Dejmek, calciatore ceco
- 2 febbraio - Jedd Ebanks, calciatore britannico
- 2 febbraio - Marco Fabbri, pattinatore artistico su ghiaccio e danzatore su ghiaccio italiano
- 2 febbraio - Kieron Fonotia, ex rugbista a 15 neozelandese
- 2 febbraio - Magnus Garden, giocatore di calcio a 5 e calciatore norvegese
- 2 febbraio - Matteo Grattarola, pilota motociclistico italiano
- 2 febbraio - Jonathan Grounds, ex calciatore inglese
- 2 febbraio - Raul Isac, calciatore est-timorese
- 2 febbraio - Kissy Kapri, ex attrice pornografica statunitense
- 2 febbraio - Marko Kešelj, ex cestista serbo
- 2 febbraio - Zosia Mamet, attrice statunitense
- 2 febbraio - Spencer O'Brien, snowboarder canadese
- 2 febbraio - Brad Peacock, giocatore di baseball statunitense
- 2 febbraio - Stefano Scappini, calciatore italiano
- 2 febbraio - Artem Smyrnov, tennista ucraino
- 2 febbraio - Sarah Tkotsch, attrice e doppiatrice tedesca
- 2 febbraio - Turgut Doğan Şahin, ex calciatore turco
- 3 febbraio - Romina Bachi, calciatrice italiana
- 3 febbraio - Meryem Boz, pallavolista turca
- 3 febbraio - Abiola Dauda, calciatore nigeriano
- 3 febbraio - Kamil Glik, calciatore polacco
- 3 febbraio - Evgenij Kozulin, pattinatore di short track russo
- 3 febbraio - Hamza Kramou, pugile algerino
- 3 febbraio - Timofej Lapšin, biatleta russo
- 3 febbraio - Lianne Sanderson, calciatrice inglese
- 3 febbraio - Chrystyna Stuj, velocista ucraina
- 3 febbraio - Yumi Sudō, doppiatrice giapponese
- 3 febbraio - Johnny White, ex giocatore di football americano statunitense
- 3 febbraio - Gregory van der Wiel, ex calciatore olandese
- 4 febbraio - Calvin Abueva, cestista filippino
- 4 febbraio - Nadia Bala, atleta paralimpica e attivista italiana
- 4 febbraio - Charlie Barnett, attore statunitense
- 4 febbraio - Beau Belga, cestista filippino
- 4 febbraio - Rubén Bernal, attore, ballerino e modello spagnolo
- 4 febbraio - Oleg Clonin, ex calciatore moldavo
- 4 febbraio - Érika Cristiano dos Santos, calciatrice brasiliana
- 4 febbraio - David Estrada, ex calciatore messicano
- 4 febbraio - Jeff Horn, pugile australiano
- 4 febbraio - Boubacar Mansaly, ex calciatore senegalese
- 4 febbraio - Antony Moulds, calciatore britannico
- 4 febbraio - Ayano Niina, doppiatrice giapponese
- 4 febbraio - Carly Patterson, cantante e ex ginnasta statunitense
- 4 febbraio - Edoardo Piscopo, pilota automobilistico italiano
- 4 febbraio - Pavol Poliaček, calciatore slovacco
- 4 febbraio - Ivan Scimonelli, ex velista italiano
- 4 febbraio - Matija Škarabot, calciatore sloveno
- 4 febbraio - Barry Stewart, ex cestista statunitense
- 4 febbraio - Tamás Szalai, canoista ungherese
- 4 febbraio - Ace Tarberry, ex sciatore alpino statunitense
- 4 febbraio - Linda de Vries, pattinatrice di velocità su ghiaccio olandese
- 4 febbraio - Pablo de Blasis, calciatore argentino
- 5 febbraio - Mohammad Al-Basha, calciatore giordano
- 5 febbraio - Maílson Alves, calciatore brasiliano
- 5 febbraio - Jesús Berrocal, ex calciatore spagnolo
- 5 febbraio - Eric Bicfalvi, calciatore rumeno
- 5 febbraio - Gordan Bunoza, calciatore croato
- 5 febbraio - Alexei Bychenko, pattinatore artistico su ghiaccio ucraino
- 5 febbraio - Diego Canali, ex calciatore argentino
- 5 febbraio - Dong Chao, schermidore cinese
- 5 febbraio - Loren Dykes, allenatrice di calcio e ex calciatrice gallese
- 5 febbraio - Gemma Evans, calciatrice gallese
- 5 febbraio - Evgenij Frolov, calciatore russo
- 5 febbraio - Natalie Geisenberger, ex slittinista tedesca
- 5 febbraio - Guilherme Oliveira Santos, calciatore brasiliano
- 5 febbraio - Per Günther, ex cestista tedesco
- 5 febbraio - Dennis Horner, ex cestista statunitense
- 5 febbraio - Henri Junghänel, tiratore a segno tedesco
- 5 febbraio - Zalina Petrivskaya, martellista moldava
- 5 febbraio - Philipp Marschall, ex fondista tedesco
- 5 febbraio - Federica Mastrodicasa, pallavolista italiana
- 5 febbraio - Namori Meité, cestista francese
- 5 febbraio - Shkodran Metaj, calciatore olandese
- 5 febbraio - Karin Ontiveros, modella messicana
- 5 febbraio - Markus Ragger, scacchista austriaco
- 5 febbraio - José Leonardo Ribeiro da Silva, ex calciatore brasiliano
- 5 febbraio - Laura Rogule, scacchista lettone
- 5 febbraio - Óscar Ricardo Rojas, ex calciatore messicano
- 5 febbraio - Sipo Bohale, ex calciatore spagnolo
- 5 febbraio - Stephanie Siriwardhana, modella singalese
- 5 febbraio - Michael Williams, ex calciatore montserratiano
- 6 febbraio - Adilet Davlumbayev, lottatore kazako
- 6 febbraio - Anna Diop, attrice senegalese
- 6 febbraio - Nothando Dube, regina († 2019)
- 6 febbraio - Berkan Emir, calciatore turco
- 6 febbraio - Nicolás Furtado, attore uruguaiano
- 6 febbraio - Rami Ibrahim, cestista egiziano
- 6 febbraio - Franco Lazzaroni, ex calciatore argentino
- 6 febbraio - Musa Moguškov, judoka russo
- 6 febbraio - Sofien Moussa, ex calciatore tunisino
- 6 febbraio - Richard Salinas, calciatore paraguaiano
- 6 febbraio - Juan Carlos Silva, ex calciatore messicano
- 6 febbraio - Bahar Toksoy, pallavolista turca
- 7 febbraio - Naïm Aarab, ex calciatore belga
- 7 febbraio - Giacomo Bellei, pallavolista italiano
- 7 febbraio - Carolina Bianchi, multiplista italiana
- 7 febbraio - Nicki Bille Nielsen, calciatore danese
- 7 febbraio - Roberto Canella, ex calciatore spagnolo
- 7 febbraio - Albin Hodza, ex calciatore albanese
- 7 febbraio - Magnus Jøndal, ex pallamanista norvegese
- 7 febbraio - Ai Kago, cantante e attrice giapponese
- 7 febbraio - Richar Lazcano, pallavolista messicano
- 7 febbraio - Lee Joon, cantante e attore sudcoreano
- 7 febbraio - Taylor Mays, giocatore di football americano statunitense
- 7 febbraio - Michaela Nösig, ex sciatrice alpina austriaca
- 7 febbraio - Alen Patros, ex giocatore di calcio a 5 e calciatore norvegese
- 7 febbraio - Marcel Román, calciatore uruguaiano
- 7 febbraio - Vadym Sapaj, ex calciatore ucraino
- 7 febbraio - Ryūta Sasaki, calciatore giapponese
- 7 febbraio - Christian Schneuwly, ex calciatore svizzero
- 7 febbraio - Tebogo Sembowa, calciatore botswano
- 7 febbraio - Matthew Stafford, giocatore di football americano statunitense
- 7 febbraio - Rizvan Uciev, calciatore russo
- 7 febbraio - Jennifer White, attrice pornografica statunitense
- 7 febbraio - Zou Zheng, ex calciatore cinese
- 8 febbraio - Ramin Azizov, taekwondoka azero
- 8 febbraio - Giancarlo González, calciatore costaricano
- 8 febbraio - Ariel Harush, calciatore israeliano
- 8 febbraio - Jahlil Beats, produttore discografico e beatmaker statunitense
- 8 febbraio - Kim Byeong-jun, pattinatore di short track sudcoreano
- 8 febbraio - Albin Lee Meldau, cantante svedese
- 8 febbraio - Bilal Najjarine, ex calciatore libanese
- 8 febbraio - Ryan Pinkston, attore statunitense
- 8 febbraio - Nozomi Sasaki, modella, attrice e cantante giapponese
- 8 febbraio - Norbert Trandafir, ex nuotatore rumeno
- 8 febbraio - David Šain, canottiere croato
- 9 febbraio - Francisco Cerro, calciatore argentino
- 9 febbraio - Christian Chimino, calciatore argentino
- 9 febbraio - Jherson Córdoba, ex calciatore colombiano
- 9 febbraio - Aleksandr Dovgan, giocatore di calcio a 5 kazako
- 9 febbraio - Lotte Friis, ex nuotatrice danese
- 9 febbraio - Clifford Gatt Baldacchino, calciatore maltese
- 9 febbraio - Diego González, calciatore argentino
- 9 febbraio - Kieran Govers, hockeista su prato australiano
- 9 febbraio - Kateřina Hindráková, ex cestista ceca
- 9 febbraio - Marco Iermanò, attore italiano
- 9 febbraio - Charles Kaboré, ex calciatore burkinabé
- 9 febbraio - Hazal Filiz Küçükköse, attrice turca
- 9 febbraio - Enzo Lattuca, politico italiano
- 9 febbraio - Monika Liu, cantante lituana
- 9 febbraio - Dawid Pietrzkiewicz, ex calciatore polacco
- 9 febbraio - Astrid Øyre Slind, fondista norvegese
- 9 febbraio - Silje Øyre Slind, fondista norvegese
- 9 febbraio - Renato Augusto, calciatore brasiliano
- 9 febbraio - Rod Streater, giocatore di football americano statunitense
- 9 febbraio - Steve Zakuani, ex calciatore della Repubblica Democratica del Congo
- 10 febbraio - Francesco Acerbi, calciatore italiano
- 10 febbraio - Rok Buzeti, calciatore sloveno
- 10 febbraio - César Elizondo, ex calciatore costaricano
- 10 febbraio - André Fantecele, giocatore di calcio a 5 brasiliano
- 10 febbraio - Seth Gamble, attore pornografico statunitense
- 10 febbraio - Kang Yun-mi, ex pattinatrice di short track sudcoreana
- 10 febbraio - Ruben Knab, canottiere olandese
- 10 febbraio - Daniel Kwan, regista, sceneggiatore e produttore cinematografico statunitense
- 10 febbraio - Fiorella Mattheis, modella, attrice e conduttrice televisiva brasiliana
- 10 febbraio - Jade Ramsey, attrice britannica
- 10 febbraio - Daniil Ratnikov, ex calciatore estone
- 10 febbraio - Maikel van der Vleuten, cavaliere olandese
- 10 febbraio - Amadou Aboubakar Zaki, cestista nigerino
- 11 febbraio - Jacob Banda, calciatore zambiano
- 11 febbraio - Florian Clara, ex slittinista italiano
- 11 febbraio - Carles Coto, ex calciatore spagnolo
- 11 febbraio - Lorenzo D'Ercole, ex cestista italiano
- 11 febbraio - Daniele Federici, allenatore di calcio e ex calciatore italiano
- 11 febbraio - Claudio Herrera, ex calciatore uruguaiano
- 11 febbraio - Junjun, cantante e attrice cinese
- 11 febbraio - Livia Lancelot, pilota motociclistica francese
- 11 febbraio - Micaela Mariani, martellista italiana
- 11 febbraio - Ivan Miličević, calciatore croato
- 11 febbraio - Vlad Moldoveanu, cestista rumeno
- 11 febbraio - Courtnay Pilypaitis, ex cestista e allenatrice di pallacanestro canadese
- 11 febbraio - Andrij Pohrebnjak, schermidore ucraino
- 11 febbraio - Carlos Quintana, calciatore argentino
- 11 febbraio - Jazz Raycole, attrice e ballerina statunitense
- 11 febbraio - Emma Smetana, cantante e attrice ceca
- 11 febbraio - Zoltán Supola, cestista ungherese
- 11 febbraio - Wellington Luís de Sousa, calciatore brasiliano
- 11 febbraio - Doris Willette, schermitrice statunitense
- 12 febbraio - Claudio Acosta, calciatore argentino
- 12 febbraio - Gregor Balažic, ex calciatore sloveno
- 12 febbraio - Guillaume Borne, ex calciatore francese
- 12 febbraio - Volodymyr Česnakov, calciatore ucraino
- 12 febbraio - Mathieu Dossevi, ex calciatore francese
- 12 febbraio - Scott Durant, canottiere britannico
- 12 febbraio - Nana Eikura, attrice e modella giapponese
- 12 febbraio - Alberto Gómez, calciatore cubano
- 12 febbraio - Nizami Hacıyev, ex calciatore azero
- 12 febbraio - David Hubert, allenatore di calcio e ex calciatore belga
- 12 febbraio - Matteo Ingrosso, giocatore di beach volley italiano
- 12 febbraio - Paolo Ingrosso, pallavolista e giocatore di beach volley italiano
- 12 febbraio - Federico Lapenna, pallanuotista italiano
- 12 febbraio - Li Shixin, tuffatore cinese
- 12 febbraio - Wilfred Moke, ex calciatore congolese (Repubblica Democratica del Congo)
- 12 febbraio - DeMarco Murray, ex giocatore di football americano statunitense
- 12 febbraio - Nicolás Otamendi, calciatore argentino
- 12 febbraio - Josh Phegley, ex giocatore di baseball statunitense
- 12 febbraio - Mike Posner, cantautore e produttore discografico statunitense
- 12 febbraio - Mate Rimac, imprenditore e progettista bosniaco
- 12 febbraio - Jordan Robertson, ex calciatore inglese
- 12 febbraio - Nicolas Schindelholz, calciatore svizzero († 2022)
- 12 febbraio - Nicoleta Daniela Șofronie, ex ginnasta rumena
- 12 febbraio - Dil'šod Vasiev, ex calciatore tagiko
- 13 febbraio - David Bartek, calciatore ceco
- 13 febbraio - Jonas Emet, calciatore finlandese
- 13 febbraio - Rhudy Evens, calciatore francese
- 13 febbraio - Evgenij Garaničev, biatleta e fondista russo
- 13 febbraio - Umberto Giannoccaro, pallamanista italiano
- 13 febbraio - Melanie Green, attrice argentina
- 13 febbraio - Dimitri Liénard, ex calciatore francese
- 13 febbraio - Aston Merrygold, cantante, ballerino e personaggio televisivo britannico
- 13 febbraio - Irene Montero, politica spagnola
- 13 febbraio - Kévin Parsemain, calciatore francese
- 13 febbraio - Kayra Sayıt, judoka francese
- 13 febbraio - Thiago Freixo Moreira, giocatore di calcio a 5 brasiliano
- 13 febbraio - Margherita Vicario, attrice, cantautrice e regista italiana
- 13 febbraio - Gürbey İleri, attore televisivo turco
- 14 febbraio - Alena Abramčuk, pesista e discobola bielorussa
- 14 febbraio - Michel Acosta, calciatore uruguaiano
- 14 febbraio - Olga Álava, modella ecuadoriana
- 14 febbraio - Blandine Dancette, ex pallamanista francese
- 14 febbraio - Ángel Di María, calciatore argentino
- 14 febbraio - Andris Džeriņš, hockeista su ghiaccio lettone
- 14 febbraio - Ruwen Filus, tennistavolista tedesco
- 14 febbraio - Marc-Frédéric Habran, calciatore francese
- 14 febbraio - Jamie Jones, giocatore di snooker gallese
- 14 febbraio - Evgenij Korolëv, ex tennista kazako
- 14 febbraio - Siim Liivik, hockeista su ghiaccio finlandese
- 14 febbraio - Alexandra Mueller, tennista statunitense
- 14 febbraio - Javier Patiño, ex calciatore spagnolo
- 14 febbraio - Agim Shabani, calciatore norvegese
- 14 febbraio - Mio Shirai, ex wrestler giapponese
- 14 febbraio - Muamer Svraka, ex calciatore bosniaco
- 14 febbraio - Jiří Valenta, calciatore ceco
- 14 febbraio - Hassan Wasswa, ex calciatore ugandese
- 14 febbraio - Fernando Zampedri, calciatore argentino
- 15 febbraio - Elizabeth Acevedo, scrittrice e poetessa statunitense
- 15 febbraio - Floyd Ayité, calciatore togolese
- 15 febbraio - Johan Bertilsson, calciatore svedese
- 15 febbraio - Oded Brandwein, cestista israeliano
- 15 febbraio - Alan Cabello, nuotatore spagnolo
- 15 febbraio - Nicky Catsburg, pilota automobilistico olandese
- 15 febbraio - Jessica De Gouw, attrice australiana
- 15 febbraio - Sarah El Khouly, modella egiziana
- 15 febbraio - Magomedmurad Gadżijew, lottatore russo
- 15 febbraio - Marcus Gilbert, ex giocatore di football americano statunitense
- 15 febbraio - Alejandro Gómez, calciatore argentino
- 15 febbraio - Iván González, ex calciatore spagnolo
- 15 febbraio - Emin Gök, pallavolista turco
- 15 febbraio - Jarryd Hayne, giocatore di football americano australiano
- 15 febbraio - Valeryj Karšakevič, allenatore di calcio e ex calciatore bielorusso
- 15 febbraio - Azdren Llullaku, calciatore albanese
- 15 febbraio - Brooke Markham, attrice statunitense
- 15 febbraio - Ivan Matjaž, calciatore ucraino
- 15 febbraio - Phindile Nkambule, regina swazilandese
- 15 febbraio - Fábio Paím, ex calciatore portoghese
- 15 febbraio - Rui Patrício, calciatore portoghese
- 15 febbraio - Paulo Sérgio Prestes, ex cestista brasiliano
- 15 febbraio - Jóbson Leandro Pereira de Oliveira, calciatore brasiliano
- 15 febbraio - Peetu Piiroinen, ex snowboarder finlandese
- 15 febbraio - Marcin Siedlarz, ex calciatore polacco
- 15 febbraio - Tadeusz Socha, ex calciatore polacco
- 15 febbraio - Rafael Viotti, calciatore argentino
- 15 febbraio - Bruno da Silva Barbosa, calciatore brasiliano
- 15 febbraio - Nikita Šochov, fotografo russo
- 16 febbraio - Stipe Bačelić-Grgić, ex calciatore croato
- 16 febbraio - Chris Butler, ex ciclista su strada statunitense
- 16 febbraio - Kat Cammack, politica statunitense
- 16 febbraio - Diego Capel, ex calciatore spagnolo
- 16 febbraio - Steven Caple Jr., regista e sceneggiatore statunitense
- 16 febbraio - Denílson Pereira Neves, ex calciatore brasiliano
- 16 febbraio - Antonio Folletto, attore italiano
- 16 febbraio - Vegard Forren, calciatore norvegese
- 16 febbraio - Lloyd James, calciatore gallese
- 16 febbraio - Kim Soo-hyun, attore, cantante e modello sudcoreano
- 16 febbraio - Ricardo Laborde, ex calciatore colombiano
- 16 febbraio - Oskars Melbārdis, bobbista lettone
- 16 febbraio - Andrea Ranocchia, ex calciatore italiano
- 16 febbraio - Zhang Jike, tennistavolista cinese
- 17 febbraio - Emanuela Carradore, calciatrice italiana
- 17 febbraio - Michael Frolík, hockeista su ghiaccio ceco
- 17 febbraio - Daniel Georgievski, ex calciatore macedone
- 17 febbraio - Arin Ilejay, batterista statunitense
- 17 febbraio - Brian Jack, politico statunitense
- 17 febbraio - Natascha Kampusch, scrittrice austriaca
- 17 febbraio - Case Keenum, giocatore di football americano statunitense
- 17 febbraio - Jake LaTurner, politico statunitense
- 17 febbraio - Maximiliano Laso, calciatore argentino
- 17 febbraio - Vasyl' Lomačenko, ex pugile ucraino
- 17 febbraio - Dmıtrıı Nepogodov, calciatore ucraino
- 17 febbraio - Francesca Soro, calciatrice italiana
- 17 febbraio - Daniils Turkovs, ex calciatore lettone
- 18 febbraio - Salem Al-Ajalin, calciatore giordano
- 18 febbraio - Krysten Boogaard, ex cestista canadese
- 18 febbraio - Joel Burgueño, calciatore uruguaiano
- 18 febbraio - Keammar Daley, calciatore giamaicano
- 18 febbraio - Mark Davies, ex calciatore inglese
- 18 febbraio - Joseph Duffy, artista marziale misto irlandese
- 18 febbraio - Francesco Evotti, cestista italiano
- 18 febbraio - Zoltán Hetényi, hockeista su ghiaccio ungherese
- 18 febbraio - Khalfan Ibrahim, ex calciatore qatariota
- 18 febbraio - Jevgēņijs Kosmačovs, ex calciatore lettone
- 18 febbraio - Lea Lexis, attrice pornografica rumena
- 18 febbraio - Dimitri Nance, ex giocatore di football americano statunitense
- 18 febbraio - Bibras Natkho, calciatore israeliano
- 18 febbraio - Roman Neustädter, calciatore tedesco
- 18 febbraio - Gustavo Pinedo, calciatore boliviano
- 18 febbraio - Ri Chol-myong, calciatore nordcoreano
- 18 febbraio - Marcos Riquelme, calciatore argentino
- 18 febbraio - Shim Chang-min, cantante, cantautore e attore sudcoreano
- 18 febbraio - Alexandre Sidorenko, tennista francese
- 18 febbraio - Michael Siegfried, ex calciatore svizzero
- 18 febbraio - Stefan Struve, artista marziale misto olandese
- 18 febbraio - Sarah Sutherland, attrice statunitense
- 18 febbraio - Oumou Touré, cestista senegalese
- 18 febbraio - Antonio Veić, allenatore di tennis e ex tennista croato
- 18 febbraio - Kiril Văžarov, hockeista su ghiaccio bulgaro († 2009)
- 18 febbraio - Maiara Walsh, attrice e cantante statunitense
- 18 febbraio - Andreas Wank, ex saltatore con gli sci tedesco
- 18 febbraio - Xu Lili, judoka cinese
- 18 febbraio - Ermin Zec, ex calciatore bosniaco
- 18 febbraio - Şükrü Özyıldız, attore turco
- 18 febbraio - Serap Özçelik, karateka turca
- 19 febbraio - Ettore Canu, youtuber e fumettista italiano
- 19 febbraio - Bruce Carter, giocatore di football americano statunitense
- 19 febbraio - Atte Engren, hockeista su ghiaccio finlandese
- 19 febbraio - Mo Gilligan, comico e conduttore televisivo britannico
- 19 febbraio - Miyu Irino, attore e doppiatore giapponese
- 19 febbraio - Mike Jensen, calciatore danese
- 19 febbraio - Peter Kassig, attivista e militare statunitense († 2014)
- 19 febbraio - Andrij Mandzij, slittinista ucraino
- 19 febbraio - Sebastián Mora, ex ciclista su strada e ex pistard spagnolo
- 19 febbraio - Kyle Newhall-Caballero, ex giocatore di football americano statunitense
- 19 febbraio - Andrew Osagie, mezzofondista britannico
- 19 febbraio - Natalija Pohrebnjak, velocista ucraina
- 19 febbraio - Christian Sivebæk, ex calciatore danese
- 19 febbraio - Dániel Vadnai, calciatore ungherese
- 20 febbraio - Mathieu Bélie, rugbista a 15 spagnolo
- 20 febbraio - Moreno Costanzo, ex calciatore svizzero
- 20 febbraio - Vladimir Dubov, lottatore bulgaro
- 20 febbraio - Ronald Eguino, calciatore boliviano
- 20 febbraio - Mbilla Etame, ex calciatore camerunese
- 20 febbraio - Jakub Holuša, mezzofondista e siepista ceco
- 20 febbraio - Little Jinder, cantante, cantautrice e produttrice discografica svedese
- 20 febbraio - Adlan Kacaev, ex calciatore russo
- 20 febbraio - Ivan Kelava, ex calciatore croato
- 20 febbraio - Ki Bo-bae, arciera sudcoreana
- 20 febbraio - Ruben Kristiansen, calciatore e ex giocatore di calcio a 5 norvegese
- 20 febbraio - Gabriela Markus, modella brasiliana
- 20 febbraio - Ona Meseguer, pallanuotista spagnola
- 20 febbraio - Ricky Modeste, calciatore inglese
- 20 febbraio - Kealoha Pilares, giocatore di football americano statunitense
- 20 febbraio - Daniel Popescu, ex calciatore rumeno
- 20 febbraio - Rihanna, cantante, modella e attrice barbadiana
- 20 febbraio - Jiah Khan, attrice indiana († 2013)
- 20 febbraio - Kurt Roberts, pesista statunitense
- 20 febbraio - Tracy Spiridakos, attrice canadese
- 20 febbraio - Hervé Tchami, ex calciatore camerunese
- 20 febbraio - Krste Velkoski, calciatore macedone
- 21 febbraio - Ávine, ex calciatore brasiliano
- 21 febbraio - Jaime Ayoví, calciatore ecuadoriano
- 21 febbraio - Adil Chihi, ex calciatore marocchino
- 21 febbraio - Damir Dugonjič, nuotatore sloveno
- 21 febbraio - Giorgi Ganugrava, ex calciatore georgiano
- 21 febbraio - Harlem Gnohéré, ex calciatore francese
- 21 febbraio - Cenk Gönen, calciatore turco
- 21 febbraio - Donté Greene, ex cestista statunitense
- 21 febbraio - Marco Maurer, hockeista su ghiaccio svizzero
- 21 febbraio - D'Andra Moss, ex cestista statunitense
- 21 febbraio - Alex Oliveira, artista marziale misto brasiliano
- 21 febbraio - Melissa Perrine, sciatrice alpina australiana
- 21 febbraio - Mariia Posa, hockeista su ghiaccio finlandese
- 21 febbraio - Niels Vorthoren, ex calciatore olandese
- 21 febbraio - Matthias de Zordo, giavellottista tedesco
- 21 febbraio - Julija Šokšueva, bobbista e ex velocista russa
- 22 febbraio - Elizio Albues, calciatore brasiliano
- 22 febbraio - Curtis Allen, calciatore nordirlandese
- 22 febbraio - Jonathan Borlée, velocista belga
- 22 febbraio - Kévin Borlée, velocista belga
- 22 febbraio - Colby Covington, artista marziale misto statunitense
- 22 febbraio - Citra Febrianti, sollevatrice indonesiana
- 22 febbraio - Roman Gergel, calciatore slovacco
- 22 febbraio - Jorge Hernández González, ex calciatore messicano
- 22 febbraio - Colton James, attore statunitense
- 22 febbraio - Efraín Juárez, allenatore di calcio e ex calciatore messicano
- 22 febbraio - Muna Katupose, calciatore namibiano
- 22 febbraio - David Menéndez, pallavolista portoricano
- 22 febbraio - Ximena Navarrete, modella messicana
- 22 febbraio - Aleksandr Suchorukov, nuotatore russo
- 22 febbraio - Sebastian Tyrała, ex calciatore polacco
- 22 febbraio - Luis Valenzuela Toledo, calciatore cileno
- 22 febbraio - Carlos Alberto, calciatore brasiliano
- 23 febbraio - Anne-Sophie Barthet, ex sciatrice alpina francese
- 23 febbraio - Jessica Breland, ex cestista statunitense
- 23 febbraio - Alexis Elsener, cestista argentino
- 23 febbraio - Tarik Elyounoussi, ex calciatore marocchino
- 23 febbraio - Sopo FaKaua, calciatore samoano
- 23 febbraio - Nicolás Gaitán, calciatore argentino
- 23 febbraio - Liviu Ganea, calciatore rumeno
- 23 febbraio - Gastón González, calciatore argentino
- 23 febbraio - Bryant Inoa Piantini, cestista dominicano
- 23 febbraio - Michał Kubiak, pallavolista polacco
- 23 febbraio - Sava Lešić, cestista serbo
- 23 febbraio - Byron Maxwell, ex giocatore di football americano statunitense
- 23 febbraio - Tarek Momen, giocatore di squash egiziano
- 23 febbraio - Gabriel Mvumvure, ex velocista zimbabwese
- 23 febbraio - Jean Carlos Ortíz, pallavolista portoricano
- 23 febbraio - Sérgio Semedo, calciatore portoghese
- 23 febbraio - Matic Skube, allenatore di sci alpino e ex sciatore alpino sloveno
- 23 febbraio - Hrvoje Spahija, calciatore croato
- 23 febbraio - Dragan Stojkov, calciatore macedone
- 23 febbraio - Asuna Tanaka, calciatrice giapponese
- 23 febbraio - Michalīs Tsairelīs, cestista greco
- 23 febbraio - Xandão, ex calciatore brasiliano
- 24 febbraio - Rodrigue Beaubois, cestista francese
- 24 febbraio - Brittany Bowe, pattinatrice di velocità su ghiaccio statunitense
- 24 febbraio - Alessia Catrambone, allenatrice di calcio a 5 e ex giocatrice di calcio a 5 italiana
- 24 febbraio - David Magalhães, ex calciatore angolano
- 24 febbraio - Admilson Estaline Dias Barros, ex calciatore capoverdiano
- 24 febbraio - Nicole Faverón, modella peruviana
- 24 febbraio - Jan Ghyselinck, ex ciclista su strada belga
- 24 febbraio - Claudio Giráldez, allenatore di calcio e ex calciatore spagnolo
- 24 febbraio - Levi Hanssen, ex calciatore faroese
- 24 febbraio - Michael Johnson, ex calciatore inglese
- 24 febbraio - Alexander Koch, attore statunitense
- 24 febbraio - Vasiliy Levit, pugile kazako
- 24 febbraio - Sebastián Navarro, calciatore argentino
- 24 febbraio - Simplex Nthala, ex calciatore malawiano
- 24 febbraio - Lynn Tan, modella singaporiana
- 24 febbraio - Samuel Tsegay, mezzofondista e maratoneta eritreo
- 24 febbraio - Geoffrey Tulasne, ex calciatore francese
- 24 febbraio - Clayton de Sousa Moreira, ex calciatore lussemburghese
- 24 febbraio - Matija Špičić, calciatore croato
- 25 febbraio - Daniel Candeias, calciatore portoghese
- 25 febbraio - Alberto Chiesa, allenatore di rugby a 15 e ex rugbista a 15 italiano
- 25 febbraio - Melania Dalla Costa, attrice, sceneggiatrice e produttrice cinematografica italiana
- 25 febbraio - Luca Di Matteo, calciatore italiano
- 25 febbraio - Durmast, musicista italiano
- 25 febbraio - Whitney Dosty, pallavolista statunitense
- 25 febbraio - Claudia Faniello, cantante maltese
- 25 febbraio - Enimarie Fernández, pallavolista portoricana
- 25 febbraio - Rúrik Gíslason, ex calciatore e cantante islandese
- 25 febbraio - Marco Hartmann, ex calciatore tedesco
- 25 febbraio - Ivan Kamenov Ivanov, ex calciatore bulgaro
- 25 febbraio - Reshad Jones, giocatore di football americano statunitense
- 25 febbraio - Olexesh, rapper ucraino
- 25 febbraio - Dávid Kulcsár, calciatore ungherese
- 25 febbraio - Rei Matsumoto, calciatore giapponese
- 25 febbraio - Jamie McBain, hockeista su ghiaccio statunitense
- 25 febbraio - Gerald McCoy, giocatore di football americano statunitense
- 25 febbraio - Almarr Ormarsson, calciatore islandese
- 25 febbraio - Agata Ozdoba-Błach, judoka polacca
- 25 febbraio - Samantha Paxinos, ex nuotatrice botswana
- 25 febbraio - Giacomo Poluzzi, calciatore italiano
- 25 febbraio - Christian Ponder, ex giocatore di football americano statunitense
- 25 febbraio - José Rodolfo Reyes, ex calciatore messicano
- 25 febbraio - Chris Sagramola, ex calciatore lussemburghese
- 25 febbraio - Aleksandrs Solovjovs, calciatore lettone
- 25 febbraio - Jenny Toomey, cantautrice e attivista statunitense
- 25 febbraio - Zou Kai, ginnasta cinese
- 26 febbraio - Alberto Acosta Alvarado, calciatore messicano
- 26 febbraio - Demetrius Andrade, pugile statunitense
- 26 febbraio - Alkisti Avramidou, pallanuotista greca
- 26 febbraio - Blair Bann, pallavolista canadese
- 26 febbraio - Laurynas Bareiša, regista e sceneggiatore lituano
- 26 febbraio - Olga Kent, modella e attrice moldava
- 26 febbraio - Cimini, cantautore italiano
- 26 febbraio - Matteo Ciofani, allenatore di calcio e ex calciatore italiano
- 26 febbraio - Brittnee Cooper, pallavolista statunitense
- 26 febbraio - Reilly Dolman, attore canadese
- 26 febbraio - Tefai Faehau, calciatore francese
- 26 febbraio - Pavel Ivanov, ex cestista bulgaro
- 26 febbraio - Kim Yeon-koung, pallavolista sudcoreana
- 26 febbraio - Sven Kums, calciatore belga
- 26 febbraio - Lee Yeon-hee, attrice e modella sudcoreana
- 26 febbraio - Danny Mac, attore britannico
- 26 febbraio - Aleksandar Maksimović, lottatore serbo
- 26 febbraio - Sima Martausová, cantante slovacca
- 26 febbraio - Garrett Muagututia, pallavolista statunitense
- 26 febbraio - Marcus Nilsson, ex calciatore svedese
- 26 febbraio - Sinta Ozoliņa, giavellottista lettone
- 26 febbraio - Gavino Sanna, fantino italiano
- 26 febbraio - David Joel Williams, calciatore australiano
- 26 febbraio - Deniz Yılmaz, ex calciatore azero
- 27 febbraio - Maksim Andrianov, bobbista e ex slittinista russo
- 27 febbraio - David Button, calciatore inglese
- 27 febbraio - Davide Cesini, pallanuotista italiano
- 27 febbraio - Anna Chlistunova, nuotatrice ucraina
- 27 febbraio - Juan Manuel Cobelli, calciatore argentino
- 27 febbraio - Dawit Estifanos, calciatore etiope
- 27 febbraio - Komeil Ghasemi, lottatore iraniano
- 27 febbraio - Gabriel Girón, cestista messicano
- 27 febbraio - Gábor Gyömbér, ex calciatore ungherese
- 27 febbraio - Karim Mossaoui, giocatore di calcio a 5 e ex calciatore olandese
- 27 febbraio - Fabrice N'Guessi, calciatore congolese (Repubblica del Congo)
- 27 febbraio - Cory Nelms, ex giocatore di football americano statunitense
- 27 febbraio - Iain Ramsay, calciatore australiano
- 27 febbraio - Youssef Sekour, ex calciatore marocchino
- 27 febbraio - Mengo Yokoyari, fumettista giapponese
- 27 febbraio - Emmanuele Zurlo, giocatore di beach soccer e calciatore italiano
- 28 febbraio - Aroldis Chapman, giocatore di baseball cubano
- 28 febbraio - João Diogo, ex calciatore portoghese
- 28 febbraio - Jonas Elmer, ex calciatore svizzero
- 28 febbraio - Niklas Espegren, calciatore norvegese
- 28 febbraio - Anna Hofer, ex sciatrice alpina italiana
- 28 febbraio - Markéta Irglová, musicista, cantante e attrice ceca
- 28 febbraio - Evgenij Kabaev, calciatore russo
- 28 febbraio - Lance Laing, ex calciatore giamaicano
- 28 febbraio - Jessica McDonald, ex calciatrice statunitense
- 28 febbraio - Elisa Silva, ex cestista italiana
- 28 febbraio - Gerardo Vonder Putten, ex calciatore uruguaiano
- 29 febbraio - Mikel Balenziaga, ex calciatore spagnolo
- 29 febbraio - Fabiano Ribeiro de Freitas, calciatore brasiliano
- 29 febbraio - Lena Gercke, modella e conduttrice televisiva tedesca
- 29 febbraio - Scott Golbourne, ex calciatore inglese
- 29 febbraio - Benedikt Höwedes, ex calciatore tedesco
- 29 febbraio - Joel Kim Booster, attore, comico e sceneggiatore statunitense
- 29 febbraio - Pauline Kwalea, velocista salomonese
- 29 febbraio - Taylor Lilley, ex cestista statunitense
- 29 febbraio - Hannah Mills, velista britannica
- 29 febbraio - Viktor Prodell, ex calciatore svedese
- 29 febbraio - Stefania Tarenzi, calciatrice italiana